# Corvus unicolor
El cuervo de las Banggai (Corvus unicolor), es un ave paseriforme miembro de la familia Corvidae del archipiélago de las Banggai en Indonesia.
Está clasificada como en peligro crítico de extinción por la UICN y se temía incluso extinguido, pero fue redescubierto en las expediciones a la isla de Indonesia de Peleng por el ornitólogo Mochamad Indrawan entre 2007 y 2008.

## Descripción
Se ha considerado a veces una subespecie del cuervo picofino (Corvus enca), pero en realidad es bastante diferente a esta especie, pareciéndose más a un cuervo de Célebes (Corvus typicus) que fuese completamente negro. El cuervo Banggai es un cuervo de tamaño medio, de unos 39 cm de largo y totalmente negro con un iris oscuro y una cola corta.

## Conservación
Desde hace más de un siglo, era conocido solo por dos muestras procedentes de una isla desconocida del Archipiélago de Banggai, recogidas probablemente entre 1884 y 1885. Las visitas al archipiélago en 1991 y 1996 no produjeron ningún registro inequívoco de la especie, lo que llevó a algunos a creer que se había extinguido. En una expedición realizada entre 2007 y 2008 (financiada parcialmente por la Sociedad Zoológica para la Conservación de Especies y Poblaciones de Alemania), fue visto varias veces en la isla de Peleng por el ornitólogo Mochamad Indrawan, que captura y fotografía a dos individuos. La validez de estos avistamientos no fue reconocida por BirdLife International para su Lista Roja de 2009. La confirmación de la identidad fue hecha por Pamela C. Rasmussen, del Museo Americano de Historia Natural en octubre de 2009.
La población total se estima en aproximadamente 500 individuos, que viven en los bosques de montaña a altitudes superiores a 500 m.
El declive del cuervo de Banggai se piensa que es principalmente debido a la pérdida y degradación del hábitat por la agricultura y la minería.
Este pájaro ha sido durante mucho tiempo y sigue siendo un completo enigma. Listado como Vulnerable en la Lista Roja de la UICN de 1994, fue cambiado a En Peligro en 2000. En 2006, la situación fue considerada como posiblemente extinta. Afortunadamente, esto resultó ser incorrecto y la situación se corrigió a En Peligro Crítico en la Lista Roja de 2007.